# Karel Gabriel
Karel Gabriel (2. listopadu 1884 Chýnov – 3. listopadu 1966 Praha) byl český malíř, sochař a grafik.

## Životopis
Karel Gabriel se narodil 2. listopadu 1884 v Chýnově u Tábora. Studoval pražskou Vysokou školu uměleckoprůmyslovou v Praze, ale studií musel nechat kvůli válce. Ve 20. letech 20. století absolvoval malbu v pražském Ukrajinském studiu výtvarného umění u profesorů Kulce a Maka.
Během druhé světové války vyučoval na pražském UMPRUM. Po válce si otevřel vlastní grafickou dílnu.
Karel Gabriel zemřel 3. listopadu 1966 v Praze, den po svých 82. narozeninách.